# 苏家垱乡
苏家垱乡，是中华人民共和国江西省九江市共青城市下辖的一个乡镇级行政单位。苏家垱乡位于共青城市东部。濒临鄱阳湖边，二面环水，东与蛟塘镇相邻，北与泽泉乡、横塘镇接壤。2016年6月苏家垱乡正式由原星子县划归共青城市管辖。

## 行政区划
苏家垱乡下辖以下地区：
水口村、香山村、大桥村、土牛村、青山村、金垅村、竹林村、乐平村、桥浦村和开福寺村。